# Serhiy Danylchenko
Serhiy Danylchenko est un boxeur ukrainien né le 27 avril 1974 à Kharkiv.

## Carrière
Aux Jeux olympiques d'été de 2000, il combat dans la catégorie des poids coqs et remporte la médaille de bronze.